# Petr Mareš (językoznawca)
Petr Mareš (ur. 1954) – czeski językoznawca, bohemista, teoretyk literatury, pisarz. Do jego zainteresowań naukowo-badawczych należą: relacja między językiem pisanym a językiem ustnym, wariacja językowa, język dzieł literackich i filmu.
Pracuje w Instytucie Języka Czeskiego i wykłada teorię komunikacji na Wydziale Filozoficznym Uniwersytetu Karola w Pradze.
W 1985 r. uzyskał stopień kandydata nauk. W 1995 r. został docentem, a w 2004 r. profesorem Uniwersytetu Karola.

## Wybrana twórczość
- Nejen jazykem českým. Studie o vícejazyčnosti v literatuře. Praga: Wydział Filozoficzny Uniwersytetu Karola, 2012[3].
- "Also nazdar!": aspekty textové vícejazyčnosti. Praga: Karolinum, 2003[3].
- Publicistika Josefa Čapka. Praga, 1995[3].
- Styl, text, smysl. O slovesném díle Josefa Čapka. Praga, 1989[3].